# Schefflera lanceolata
Schefflera lanceolata là một loài thực vật có hoa trong Họ Cuồng cuồng. Loài này được Ridl. miêu tả khoa học đầu tiên năm 1920.